# Primož Volčič
Primož Volčič, slovenski častnik in veteran vojne za Slovenijo, * 1969, Kranj.
Volčič je veteran vojne za Slovenijo, nosilec spominskega znaka Slovenske vojske Obranili domovino 1991. V sestavi 35. območnega štaba Teritorialne obrambe Republike Slovenije v Škofji Loki, poveljeval protiterorističnemu vodu pri obrambi letališča Brnik med osamosvojitveno vojno, čin poročnik (Šola za rezervne oficirje Bileča,1988). Član Zveze slovenskih častnikov.